# Pogorzel Wielka
Pogorzel Wielka [pɔˈɡɔʐɛl ˈvʲɛlka] (tiếng Đức: Brennen)  là một ngôi làng ở quận hành chính của Gmina Biała Piska, thuộc huyện Piski, Warmińsko-Mazurskie, ở miền bắc Ba Lan. Nó nằm khoảng 13 kilômét (8 mi)   về phía đông bắc của Biała Piska, 26 km (16 mi) về phía đông bắc của Pisz và 109 km (68 mi) về phía đông của thủ đô khu vực Olsztyn.
Trước năm 1945, khu vực này là một phần của Đức (Đông Phổ).
Ngôi làng có dân số 180 người.